# Sérandon
Sérandon település Franciaországban, Corrèze megyében. Lakosainak száma 344 fő (2022. január 1.). Sérandon Arches, Champagnac, Saint-Pierre, Veyrières, Liginiac és Neuvic községekkel határos.

## Népesség
A település népessége az elmúlt években az alábbi módon változott:
| Lakosok száma | 507  | 379  | 342  | 345  | 368  | 364  | 349  | 346  | 345  | 344  |
|               | 1968 | 1982 | 1990 | 2006 | 2013 | 2015 | 2017 | 2019 | 2020 | 2022 |